# Gland (rivière de l'Ain)
Pour les articles homonymes, voir Gland.
Le Gland est une rivière française du département de l'Ain, en ancienne région Rhône-Alpes, donc en nouvelle région Auvergne-Rhône-Alpes, affluent de la rive droite du Rhône, au niveau de la dérivation de Brégnier-Cordon.

## Étymologie
Le Gland (écrit Glan en 1272) tire son nom de la racine gauloise glano, signifiant «pur».

## Géographie

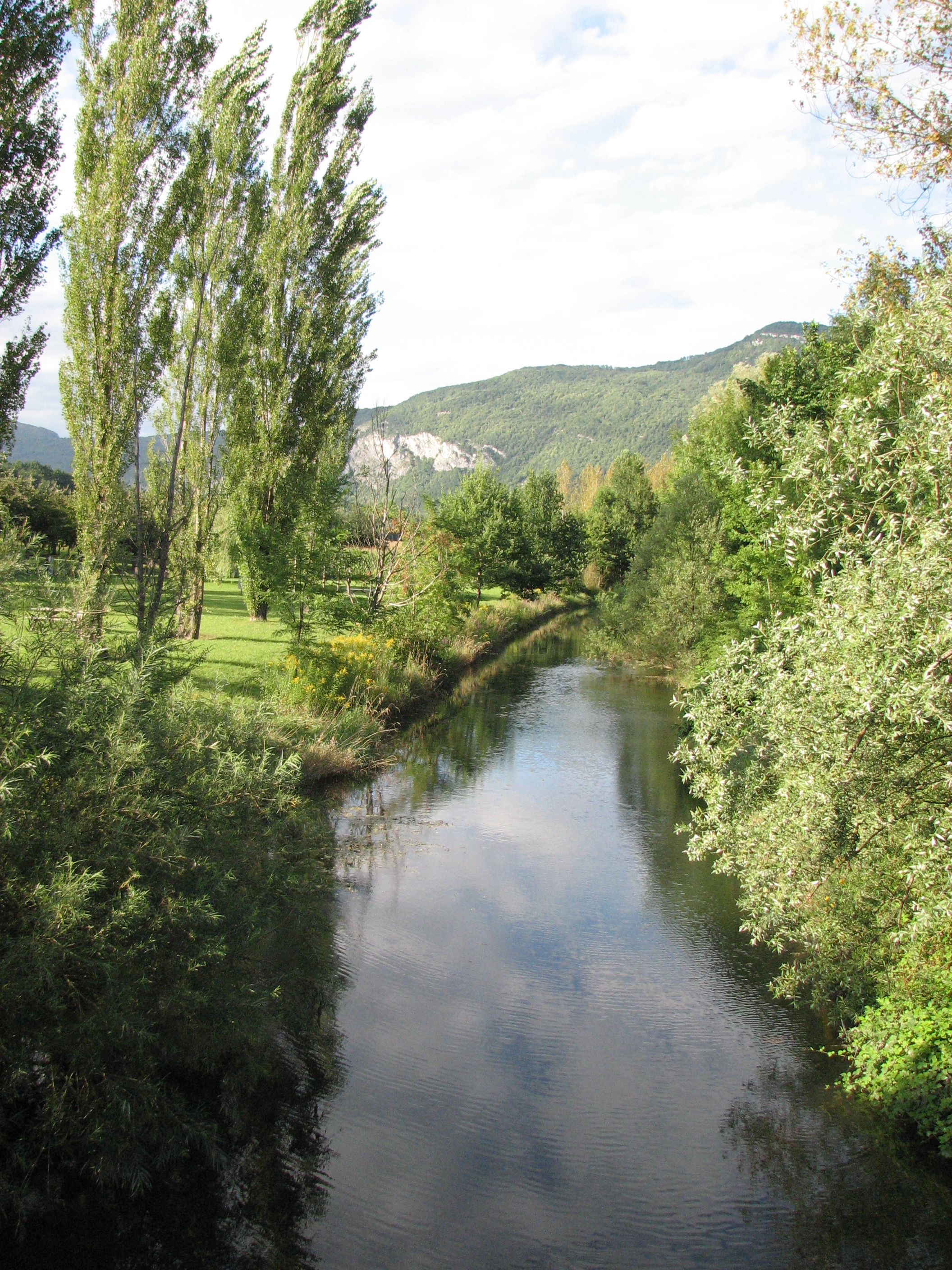
Le Gland près de son embouchure.

D'une longueur de 16,3 kilomètres, il prend sa source sur la commune de Conzieu, à 365 m d'altitude, entre les lieux-dits la Papeterie et la Léchére. Au pied de la montagne de Tentanet (1 018 m), et à un kilomètre environ du lac de Crotel (535 mètres d'altitude), il y a trois sources et des marais.
Après avoir traversé les communes de Saint-Bois et Prémeyzel, il forme la spectaculaire cascade de Glandieu à Glandieu (Brégnier-Cordon, Saint-Benoît) puis se jette dans le canal de dérivation de Brégnier-Cordon, et enfin dans le Rhône, à proximité du pont d'Évieu (commune de Saint-Benoît).

### Communes et cantons traversés
Dans le seul département de l'Ain, le Gland traverse cinq communes et deux cantons :
- dans le sens amont vers aval : Conzieu (source), Saint-Bois, Prémeyzel, Saint-Benoît Brégnier-Cordon (confluence).

Soit en termes de cantons, le Gland prend source dans le canton de Belley, traverse le canton de Lhuis, et conflue dans le même canton origine le canton de Belley.

## Affluents

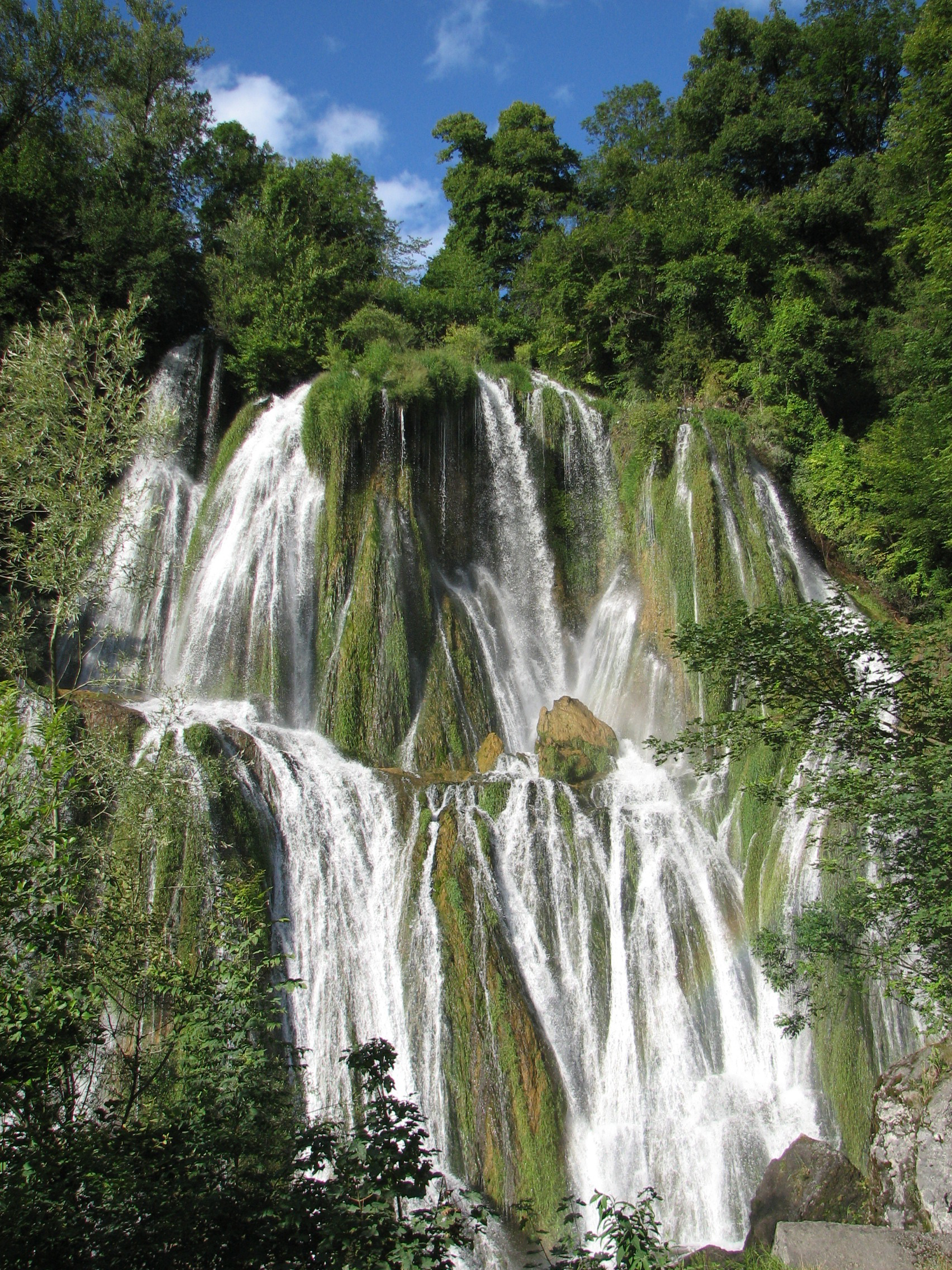
Cascade de Glandieu.

Le Gand a deux affluents référencés :
- le ruisseau le Setrin (rg) 4 km sur les deux communes d'Ambléon et Conzieu[3].
- le ruisseau l'Agnin (rg) 9 km prenant source au lac d'Arboréiaz et sur les communes de Saint-Germain-les-Paroisses, Colomieu, Conzieu et Saint-Bois[3] avec un affluent :
  - le Bief du Vernet, 1 km sur la seule commune de Saint-Germain-les-Paroisses.

De plus, selon Géoportail, les lacs de Conzieu alimentent aussi le Gland, par la rive droite.

## Aménagements et écologie
Le Gland est une rivière à truites. Il est géré dans sa partie amont par une association de pêche privée puis cet à partir du pont de Prémeyzel (appelé aussi Pont-Rouge) qu'il est géré jusqu'à son embouchure par l'AAPPMA du Bas-Bugey.
La portion située entre Saint-Bois et la cascade de Glandieu est propice à la pratique du kayak.
L'eau du Gland était autrefois utilisée par une scierie de marbre située au pied de la cascade de Glandieu.

## Divers
Le Gland a donné son nom à l'ancienne communauté de communes Rhône et Gland, rebaptisée Terre d'eaux, puis fusionnée au sein de la communauté de communes Bugey Sud.